# Paringan (Jenangan)
Paringan is een bestuurslaag in het regentschap Ponorogo van de provincie Oost-Java, Indonesië. Paringan telt 4449 inwoners (volkstelling 2010).